# Cultura del casete

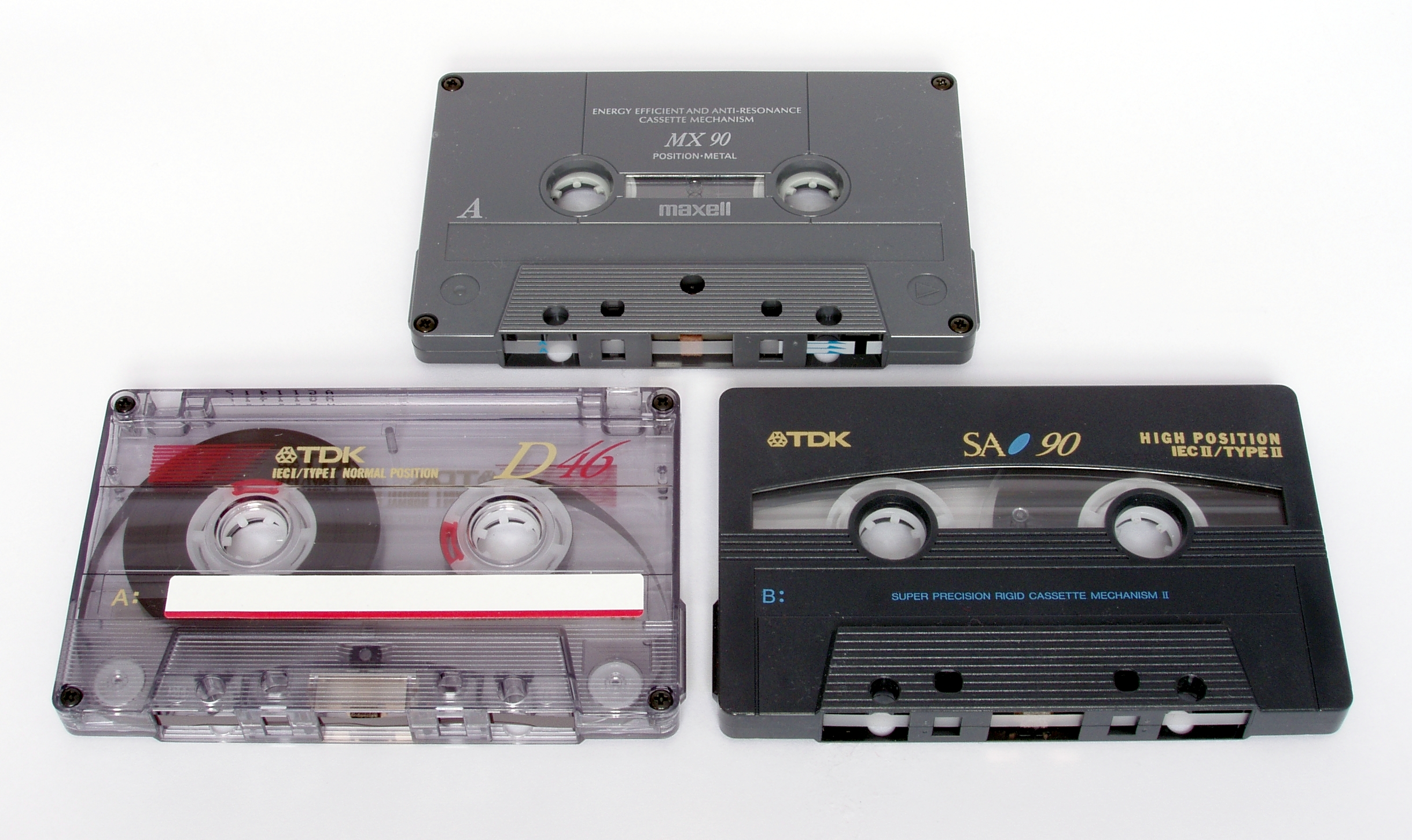
Muestra de varias calidades y duraciones de casetes.

La cultura del casete (o cultura casete) es una subcultura musical dedicada a la creación y al intercambio de cintas de audio grabadas de manera casera, por lo general de género rock o de música alternativa. Derivado del arte postal de los años 70 y 80, la cultura del casete se desarrolló en los Estados Unidos y en el Reino Unido a raíz del movimiento punk.